# Laussou
Laussou település Franciaországban, Lot-et-Garonne megyében. Lakosainak száma 275 fő (2022. január 1.). Laussou Monflanquin, Dévillac, Paulhiac, Saint-Étienne-de-Villeréal és Saint-Eutrope-de-Born községekkel határos.

## Népesség
A település népességének változása:
| Lakosok száma | 266  | 208  | 255  | 256  | 290  | 300  | 295  | 283  | 279  | 275  |
|               | 1968 | 1982 | 1990 | 2006 | 2013 | 2015 | 2017 | 2019 | 2020 | 2022 |